# تشلان (زلاغي الغربي)
تشلان (بالفارسية: چلان) هي قرية تقع في إيران في قسم زلاغي الغربي الریفي. يقدر عدد سكانها بـ 67 نسمة بحسب إحصاء 2016.